# Strophocerus striata
Strophocerus striata är en fjärilsart som beskrevs av Druce 1909. Strophocerus striata ingår i släktet Strophocerus och familjen tandspinnare. Inga underarter finns listade i Catalogue of Life.